# Arete (Mythologie)
Aréte (altgriechisch Ἀρήτη Arḗtē) ist eine Gestalt aus der griechischen Mythologie, die Königin der Phaiaken. Sie war die Tochter des Rhexenor (Sohn des Nausithoos, der wiederum ein Sohn Poseidons und der Periboia, der Tochter des Gigantenbeherrschers Eurymedon war) und heiratete später dessen Bruder – ihren Onkel – Alkinoos.
Hinweise auf Arete finden sich in der Argonautensage: dort schützt sie Medea vor ihren Verfolgern.
In Homers Odyssee verschlägt es den Helden Odysseus auf der Heimfahrt von Troja nach Ithaka nach Scheria, ins Land der Phaiaken. Seine Schutzgöttin Athene rät ihm dort, sich zwecks Hilfeleistung an die amtierende und angesehene Königin Arete zu wenden, im 7. Gesang -
Odysseus’ Ankunft bei Alkinoos heißt es über sie:
… Aber suche zuerst die Königin drinnen im Saale.

Diese heißt Arete mit Namen, und ward von denselben

Eltern gezeugt, von welchen der König Alkinoos herstammt.

[...]

Neuvermählt im Palast; die einzige Tochter Arete

Seines Bruders nahm Alkinoos drauf zur Gemahlin:

Welcher sie ehrt, wie nirgends ein Weib auf Erden geehrt wird,

Keines von allen, die jetzo das Haus der Männer verwalten.

Also wird Arete mit herzlicher Liebe geehret

Von Alkinoos selbst und ihren blühenden Kindern,

Und dem Volke, das sie wie eine Göttin betrachtet…